# (119) Althaea
(119) Althaea ist ein Asteroid des mittleren Hauptgürtels, der am 3. April 1872 vom US-amerikanischen Astronomen James Craig Watson am Detroit Observatory in Ann Arbor entdeckt wurde.
Der Asteroid wurde benannt nach Althaia, der Mutter von Meleagros, der die beiden Brüder seiner Mutter tötete und selbst starb, als sie den Holzscheit ins Feuer warf, von dessen Existenz sein Leben abhing.

## Wissenschaftliche Auswertung
Aus Ergebnissen der IRAS Minor Planet Survey (IMPS) wurden 1992 Angaben zu Durchmesser und Albedo für zahlreiche Asteroiden abgeleitet, darunter auch (119) Althaea, für die damals Werte von 57,3 km bzw. 0,23 erhalten wurden. Eine Auswertung von Beobachtungen durch das Projekt NEOWISE im nahen Infrarot führte 2011 zu vorläufigen Werten für den Durchmesser und die Albedo im sichtbaren Bereich von 61,1 km bzw. 0,20. Nachdem die Werte nach neuen Messungen mit NEOWISE 2012 auf 60,1 km bzw. 0,21 korrigiert worden waren, wurden sie 2014 auf 59,3 km bzw. 0,21 geändert.
Eine spektroskopische Untersuchung von 820 Asteroiden zwischen November 1996 und September 2001 am La-Silla-Observatorium in Chile ergab für (119) Althaea eine taxonomische Klassifizierung als A- bzw. Ld-Typ.

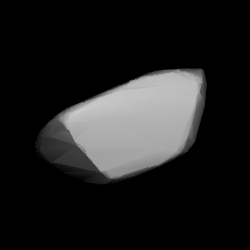
Berechnetes 3D-Modell von (119) Althaea

Photometrische Beobachtungen von (119) Althaea fanden erstmals statt am 11. Mai 1984 am Kitt-Peak-Nationalobservatorium in Arizona. Während der etwa 4 ½ Stunden Beobachtungszeit konnte aber nur ein Teil einer Lichtkurven-Periodizität erfasst werden, so dass für die Rotationsperiode nur eine Schätzung auf >12 h möglich war. Eine neue Beobachtung vom 3. bis 6. Juli 1989 an der Außenstelle „El Leoncito“ des Felix-Aguilar-Observatoriums in Argentinien ermöglichte die Aufzeichnung einer vollständigen Rotation mit einer abgeleiteten Periode von 11,48 h. Auch bei neuen photometrischen Messungen vom 13. Oktober bis 9. Dezember 1998 an der Außenstelle Tshuhujiw des Charkiw-Observatoriums in der Ukraine und am Krim-Observatorium in Simejis führte die Auswertung zu einem vergleichbaren Wert von 11,466 h.
Aus Beobachtungen der Jahre 1984, 1989 und 1998 wurde dann in der Ukraine in einer Untersuchung von 2002 für (119) Althaea eine Rotationsperiode von 11,4804 h abgeleitet. Es wurde außerdem eine Position für die Rotationsachse mit retrograder Rotation sowie die Achsenverhältnisse eines dreiachsig-ellipsoidischen Gestaltmodells für den Asteroiden bestimmt. Aus archivierten Daten des Uppsala Asteroid Photometric Catalogue (UAPC) konnte in einer Untersuchung von 2009 für den Asteroiden ein Gestaltmodell und die Position der Rotationsachse für eine retrograde Rotation mit einer Rotationsperiode von 11,4651 h bestimmt werden. Durch eine Auswertung von archivierten Lichtkurven des United States Naval Observatory in Arizona und der Catalina Sky Survey wurde kurz darauf die Position der Rotationsachse noch korrigiert. Im Jahr 2021 wurde aus archivierten Daten und photometrischen Messungen von Gaia DR2 erneut eine Rotationsachse mit retrograder Rotation berechnet. Die Rotationsperiode wurde dabei zu 11,46513 h bestimmt.
Zwischen 2012 und 2018 wurden mit der All-Sky Automated Survey for Supernovae (ASAS-SN) auch photometrische Daten von 20.000 Asteroiden aufgezeichnet. Auf mehr als 5000 davon konnte erfolgreich die Methode der konvexen Inversion angewendet werden, darunter auch (119) Althaea, für die in einer Untersuchung von 2021 ein verbessertes dreidimensionales Gestaltmodell für zwei alternative Rotationsachsen mit retrograder Rotation und einer Periode von 11,4651 h berechnet wurde. Aus archivierten Daten des Asteroid Terrestrial-impact Last Alert System (ATLAS) aus dem Zeitraum 2015 bis 2018 konnte in einer Untersuchung von 2022 mit der Methode der konvexen Inversion eine Rotationsperiode von 11,46506 h berechnet werden.